# ButterFly
ButterFly é o décimo sexto álbum de estúdio da cantora americana Barbra Streisand, lançado em 1 de outubro de 1974, pela Columbia Records. 
Depois de lançar The Way We Were, no início de 1974, uma coleção que consistia em canções vindas, predominantemente, de álbuns cancelados, Streisand gravou, ao longo de 1974, canções inéditas em seu repertório exclusivamente para o disco. Apesar das canções serem de pop contemporâneo, incorpora música dos gêneros reggae e R&B. Todas as faixas são covers produzidas pelo então namorado de Streisand, Jon Peters. As composições são de vários  artistas, tais como Bob Marley, David Bowie, Evie Sands e Graham Nash.
"Guava Jelly" e "Jubilation" foram lançadas como singles, em dezembro de 1974 e abril de 1975, respectivamente. As versões em cartucho e fita cassete têm uma foto de capa diferente da da mosca no pedaço de manteiga do LP, nelas há uma foto pintada em close do rosto e cabelo de Streisand cercada por borboletas coloridas.
As resenhas foram mistas, e críticos musicais questionaram se a experiência de Peters na indústria musical era ou não suficiente para ele produzir um álbum inteiro. O envolvimento de Tom Scott foi elogiado, principalmente seu trabalho como arranjador. Em uma entrevista de 1991, no Larry King Live, Streisand revelou que ButterFly era o "menos favorito" de seu catálogo. 
Comercialmente, apareceu nas paradas musicais da Austrália, do Canadá e dos Estados Unidos. Mais tarde, seria certificado com um disco de ouro pela Recording Industry Association of America, por vendas superiores a 500.000 cópias. 

## Produção e lançamento
No início de janeiro de 1974, Streisand lançou The Way We Were e a trilha sonora do filme The Way We Were, de 1973, ambos com sucesso comercial, tendo o primeiro vendido mais de 2 milhões de cópias nos Estados Unidos. The Way We Were (disco de estúdio) apresentava predominantemente material de The Singer, que acabou sendo cancelado. ButterFly foi o primeiro com material completamente novo em mais de três anos e foi produzido por seu então namorado, Jon Peters. Devido à experiência mínima de Peters na indústria musical, foi sugerido por William Ruhlmann, do site AllMusic, que a parte instrumental foi orquestrada mais pelo saxofonista Tom Scott do que por Peters. Streisand colaborou com vários compositores e músicos, incluindo John Bahler, Hank Cicalo, John Guerin e Clarence McDonald.
As sessões de gravação aconteceram no A&M Studios e no United-Western Recorders, em Los Angeles, entre fevereiro e julho de 1974. "I Won't Last a Day Without You", "Since I Don't Have You", e "Crying Time" foram as primeiras faixas a serem gravadas, todas durante uma sessão em 25 de março de 1974, no United-Western, as outras canções foram gravadas ao longo de julho de 1974, no A&M Studios. Scott e o compositor Lee Holdridge cuidaram do arranjo das dez faixas, enquanto John Bahler arranjou as trompas e a produção vocal. O lançamento ocorreu em 1 de outubro de 1974, poucos meses após The Way We Were, o que o torna seu décimo sexto de estúdio. Na versão lançada em cartucho a lista de faixas é diferente, com a ordem de "Jubilation" e "Crying Time" trocada. Uma versão em LP quadrifônico foi lançada, com diferença nos arranjos e vocais de “Love in the Afternoon” e “Life on Mars”. O lançamento no formato compact disc (CD) ocorreu em 25 de outubro de 1990.

## Letras e música
Streisand se afastou das influências pop rock dos discos anteriores e apostou em uma variedade de música pop experimental e contemporânea, tais como reggae e R&B que eram, na época, populares nas rádios. A primeira canção é uma versão "sedutora" de "Love in the Afternoon", originalmente interpretada pela cantora americana Evie Sands, no início de 1974. Foi escrito por Sands, Ben Geminaro e Richard Wiseman; a produção de "Love in the Afternoon" e todas as outras canções foi exclusivamente gerenciada por Peters. "Guava Jelly" é a segunda faixa, cover do single de 1971 de Bob Marley e uma das canções de reggae presentes, possui "letras picantes" que sugerem que a geleia de goiaba pode ser usada como um tipo de lubrificante sexual. A balada R&B de Bill Withers, "Grandma's Hands", tem sonoridade "gospel". Liricamente, detalha uma mulher que compartilha um forte vínculo com sua avó. "I Won't Last a Day Without You" é a quarta faixa e um cover do single de 1974, da dupla The Carpenters; foi escrito por Paul Williams e Roger Nichols. O segundo e último single, "Jubilation", ficou famosa na voz de Paul Anka, em 1972. Ao comentar sobre a gravação de Streisand, Anka questionou sua decisão em ter Peters como produtor, mas comentou: "Barbra pode cantar a lista telefônica. Ela não tem problemas para cantar nada. Ela tem uma das melhores vozes".
A faixa seis é "Simple Man", originalmente interpretada por Graham Nash em seu debut, Songs for Beginners, de 1971. Escrito sobre uma pessoa que está superando um relacionamento ruim, a canção foi escrita após Nash terminar com sua então namorada, Joni Mitchell. "Life on Mars", de David Bowie, é a sétima faixa, também escrita por Bowie. Durante uma entrevista para a Playboy, em 1975, Bowie foi questionado sobre o que ele pensava sobre a versão de Streisand; desapontado, ele afirmou que era "horrível" e "atroz". A faixa anterior ("Since I Don't Have You") foi escrita por sete membros da banda Skyliners e anunciada como um "clássico" nos anúncios promocionais do disco. "Crying Time" e "Let the Good Times Roll" encerram o disco, sendo a nona e a décima faixas, respectivamente. A primeira foi escrita por Buck Owens, originalmente tocada por Ray Charles, e anteriormente gravada por Streisand durante um especial de televisão chamado Barbra Streisand...and Other Musical Instruments, em 1973. O autor Francis David comparou a capacidade vocal de Streisand na gravação com a de Aretha Franklin. "Let the Good Times Roll" é um cover da versão de 1956, da dupla Shirley & Lee. Escrita por Leonard Lee e Shirley Goodman, Goodman não recebeu crédito de composição nas notas do encarte e mais tarde levaria Lee ao tribunal federal para recebê-lo.

## Singles
O primeiro single, "Guava Jelly", foi lançado em compacto simples, em 16 de dezembro de 1974, dois meses após o lançamento de ButterFly. O lado B inclui as canções "Love in the Afternoon" e "Life on Mars", nos Estados Unidos e na Holanda, respectivamente. "Jubilation" foi o segundo e último single, lançado em abril de 1975 nos mesmos formatos físicos de "Guava Jelly".  A versão alemã de "Jubilation" tem "Crying Time" como lado B, enquanto as versões canadense e estadonudense tem "Let the Good Times Roll".

## Recepção crítica
| Críticas profissionais | Críticas profissionais |
| Avaliações da crítica  | Avaliações da crítica  |
| Fonte                  | Avaliação              |
| ---------------------- | ---------------------- |
| AllMusic               | [ 3 ]                  |

ButterFly recebeu resenhas mistas de críticos musicais. Em uma crítica altamente positiva, a revista Billboard o descreveu como "possivelmente o melhor LP que Streisand já fez, artística e comercialmente". Elogiou seus vocais e sua habilidade de se adaptar à música, ao mesmo tempo em que gostou da capacidade de produção de Peters e elegeu "Love in the Afternoon", "Goiaba Jelly", "Grandma's Hands", "Jubilation", "Life on Mars", "From I Don't Have You" e "Let the Good Times Roll" como os "as melhores canções". Apesar de ser a primeira coleção de material novo de Streisand em aproximadamente três anos, Ruhlmann, do site AllMusic, ficou desapontado com a decisão da cantora em trabalhar com Peters. Ele sentiu que a formação de Peters na indústria musical era "inexistente" e, em vez disso, destacou Tom Scott, o arranjador, como a "verdadeira força do álbum". Concluindo, afirmou que embora charmoso, vendeu apenas para a base de fãs, e não para o público em geral.
Ben Gerson, da revista Rolling Stone, chamou as canções de "esquecíveis" e "não convincentes" e criticou a autenticidade de Streisand ao cantar letras que considerou "sem sentido [vindas] dos lábios de um americano". Por causa das respostas frias da crítica, Streisand decidiu trabalhar com novos músicos em Lazy Afternoon, de 1975. Sua decisão agradou tanto os críticos quanto aos fãs, que sentiram que o novo era melhor. Anos mais tarde, em 1991, Streisand foi entrevistada por Larry King, no programa Larry King Live e revelou seu completo descontentamento com ButterFly e suas canções. Ela o considerou como seu "menos favorito" e brincou que gostaria de retirá-lo de seu catálogo.

## Desempenho comercial
Nos Estados Unidos, estreou no número 72 na parada Billboard 200, na semana que terminou em 16 de novembro de 1974. Na semana seguinte, subiu para o número 52 e em 4 de janeiro de 1975, atingiu sua posição de pico no número 13. Passou um total de 24 semanas consecutivas na Billboard 200, sendo menos bem-sucedido do que seu antecessor, que chegou ao topo da lista. No entanto, a Recording Industry Association of America (RIAA) o certificou com um disco de ouro, em 6 de janeiro de 1975, por vendas superiores a 500.000 cópias. No Canadá, atingiu o pico em uma posição ligeiramente superior. Estreou na lista, compilada pela revista RPM, no número 92, em 23 de novembro de 1974, e 11 semanas depois, atingiria o pico no número 11, em 15 de fevereiro de 1975. No total, passou 17 semanas na parada de sucessos país. Na Austrália, alcançou o número 49, de acordo com o Kent Music Report.

## Lista de faixas
Todas as faixas produzidas por Jon Peters. Créditos adaptados do encarte de ButterFly, de 1974.
| ButterFly – Standard edition |                                  |                                                                                               |         |  |
| N.º                          | Título                           | Compositor(es)                                                                                | Duração |  |
| 1.                           | "Love in the Afternoon"          | Richard Germinaro Evie Sands Ben Weisman                                                      | 4:07    |  |
| 2.                           | "Guava Jelly"                    | Bob Marley                                                                                    | 3:19    |  |
| 3.                           | "Grandma's Hands"                | Bill Withers                                                                                  | 3:27    |  |
| 4.                           | "I Won't Last a Day Without You" | Paul Williams Roger Nichols                                                                   | 4:16    |  |
| 5.                           | "Jubilation"                     | Paul Anka Johnny Harris                                                                       | 3:52    |  |
| 6.                           | "Simple Man"                     | Graham Nash                                                                                   | 3:03    |  |
| 7.                           | "Life on Mars"                   | David Bowie                                                                                   | 3:13    |  |
| 8.                           | "Since I Don't Have You"         | Lenny Martin Joseph Rock Jackie Taylor James Beaumont Janet Vogel Wally Lester Joe Verscharen | 2:52    |  |
| 9.                           | "Crying Time"                    | Buck Owens                                                                                    | 2:51    |  |
| 10.                          | "Let the Good Times Roll"        | Leonard Lee                                                                                   | 4:57    |  |
| Duração total:               | Duração total:                   | Duração total:                                                                                | 35:40   |  |

| ButterFly – 8-track cartridge edition |                                  |         |  |
| N.º                                   | Título                           | Duração |  |
| 1.                                    | "Love in the Afternoon"          | 4:07    |  |
| 2.                                    | "Guava Jelly"                    | 3:19    |  |
| 3.                                    | "Grandma's Hands"                | 3:27    |  |
| 4.                                    | "I Won't Last a Day Without You" | 4:16    |  |
| 5.                                    | "Crying Time"                    | 2:51    |  |
| 6.                                    | "Simple Man"                     | 3:03    |  |
| 7.                                    | "Life on Mars"                   | 3:13    |  |
| 8.                                    | "Since I Don't Have You"         | 2:52    |  |
| 9.                                    | "Jubilation"                     | 3:52    |  |
| 10.                                   | "Let the Good Times Roll"        | 4:57    |  |
| Duração total:                        | Duração total:                   | 35:40   |  |

## Tabelas

### Tabelas semanais
| Tabela musical(1974)                 | Melhor posição |
| ------------------------------------ | -------------- |
| Australia Albums (Kent Music Report) | 10             |
| Canadian Albums (RPM)                | 11             |
| Estados Unidos (Billboard 200)       | 13             |

## Certificações e vendas
| País                  | Certificação | Vendas  |
| --------------------- | ------------ | ------- |
| Estados Unidos (RIAA) | Ouro         | 500,000 |